# 史特靈·莫斯
史特靈·克劳福德·莫斯爵士，OBE（英語：Sir Stirling Craufurd Moss，1929年9月17日—2020年4月12日），英格兰F1车手，国际赛车名人堂一员。莫斯在多种赛车赛事中都取得了成功，职业生涯共参加529场比赛，赢得了其中212场胜利，并入选了国际赛车名人堂。他常被形容为“未赢得F1车手世界冠军的最伟大的车手”，在1955年到1961年期间的七届世界一级方程式锦标赛，他获得了四次亚军和三次季军。

## 早年
斯特林·莫斯出生于伦敦，是阿尔弗雷德·莫斯和艾琳的儿子。莫斯的祖父是一名犹太人，其家族姓氏曾由Moses改为Moss。莫斯早年在伦敦泰晤士河南岸一间名为“长白云（Long White Cloud）”的房屋内长大。他的父亲是一名业余赛车手，并曾参加1924年印第安纳波利斯500，取得了第16名的成绩；他的母亲同样参与过赛车，曾驾驶一辆Singer Nine参加爬山赛；他的妹妹帕特·莫斯后来也成为拉力赛车手。
莫斯曾在多所学校上过学，但他并不喜欢上学，成绩也不好，还曾因为自己的犹太血缘而遭受过霸凌。但他向父母隐瞒了自己遭到的霸凌，并将其作为自己前进的动力。他在9岁时从父亲手中得到了第一辆车，一辆奥斯汀7，并在家中的庭院驾驶；15岁时他考取了驾驶执照并买了属于自己的第一辆车。

## 职业生涯

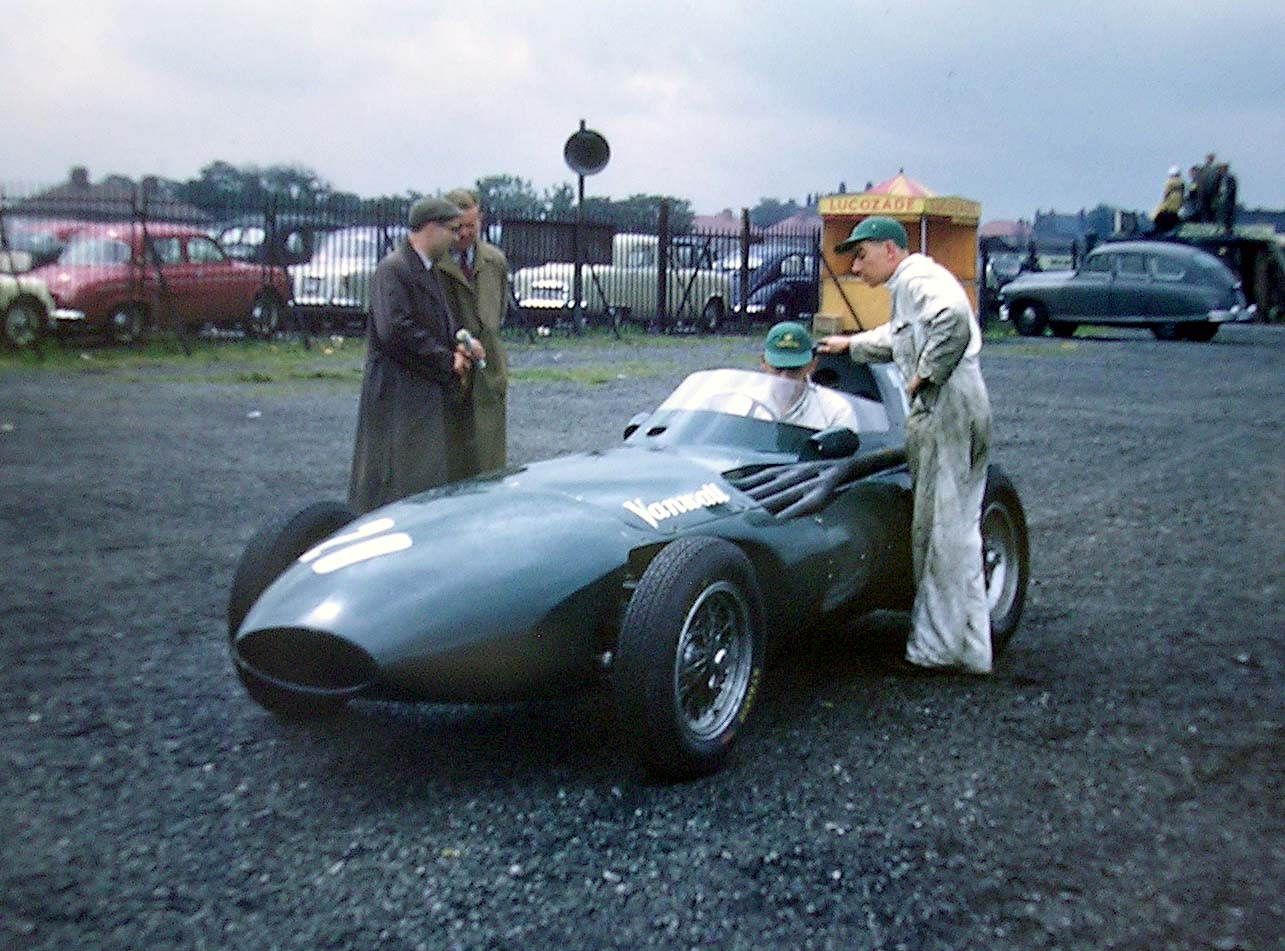
1957年英国大奖赛，莫斯驾驶范沃尔VW5获得冠军。

从1948年到1961年间，斯特林·莫斯共参加了529场赛车比赛，并赢下了其中212场比赛的胜利，包括16场一级方程式赛车大奖赛。他一年之内最多参加过62场比赛，职业生涯共驾驶84款不同赛车。他更喜欢驾驶英国赛车，“在一辆英国赛车中荣誉地失败，好过在一辆外国赛车中夺冠”。莫斯对范沃尔车队打破意大利和德国对一级方程式比赛冠军的垄断起到了至关重要的作用，并在1991年之前保持着英国车手获得大奖赛冠军数的纪录（后来被奈杰尔·曼塞尔打破）。

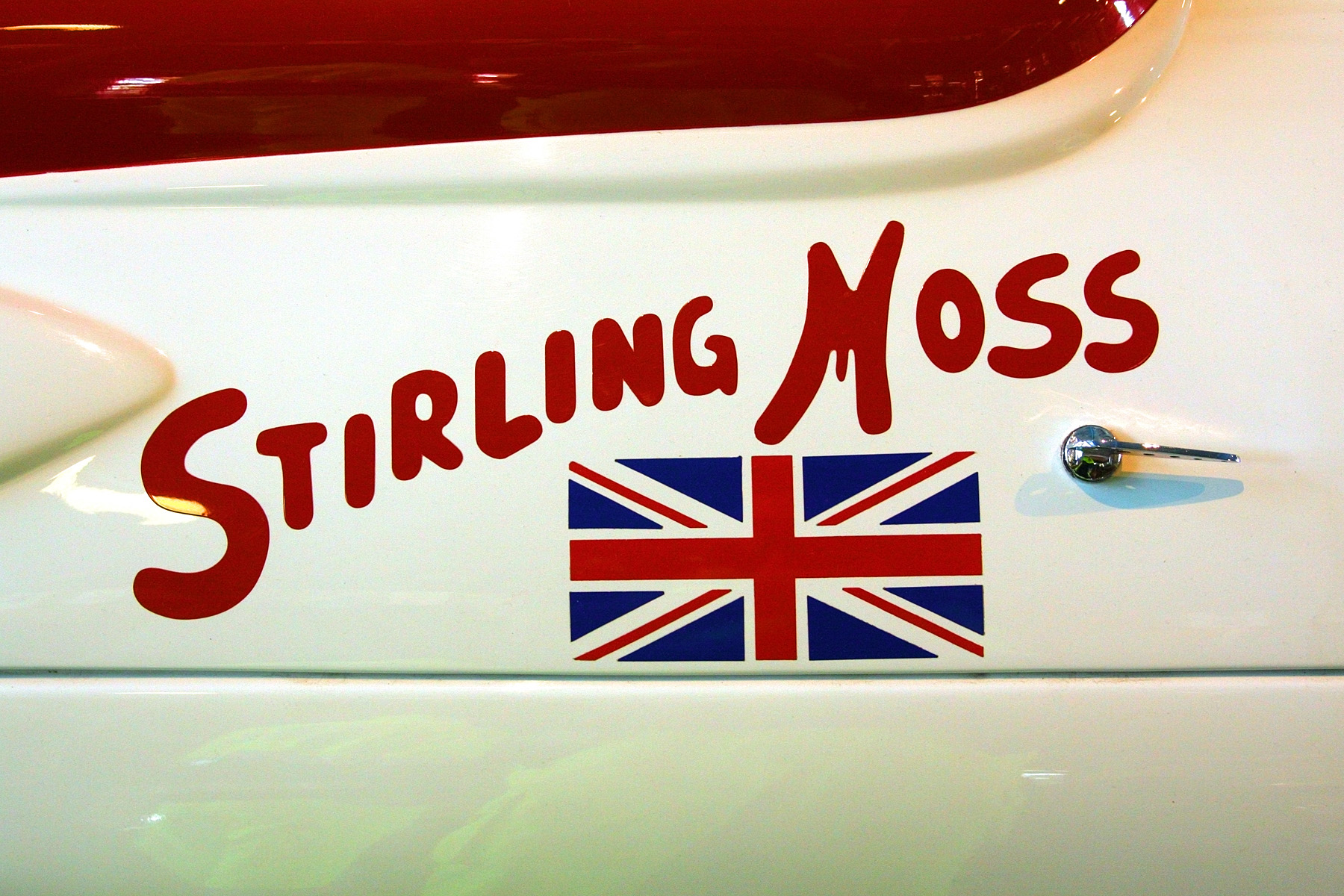
玛莎拉蒂420M/58上印有斯特林·莫斯的名字和英国国旗，这是莫斯在蒙扎500英里赛的座驾。

### 1948–1954
斯特林·莫斯是库珀汽车公司最早的一批客户，他在1948年用赛马获得的钱买了一辆库珀4，并说服了父亲允许他参加赛车运动（他的父亲一直希望他成为一名牙医）。他很快在国内外的赛车比赛中展现了他的天赋，多次获得比赛冠军，并继续和库珀汽车征战三级方程式赛车。
莫斯在他21岁生日那天，驾驶一辆捷豹XK120赢得了他职业生涯第一场国际大赛的胜利——皇家汽车俱乐部旅行车杯，他后来还曾六次获得这项赛事的冠军：1951年驾驶捷豹C-Type，1955年驾驶梅赛德斯-奔驰300SLR，1958年和1959年 驾驶阿斯顿马丁DBR1，以及1960年和1961年驾驶法拉利250GT。法拉利创始人恩佐·法拉利为莫斯提供了一辆二级方程式赛车，让他参加1951年的巴里大奖赛，以及1952年代表法拉利参赛的机会；莫斯和父亲前往意大利普利亚，却发现法拉利是皮耶罗·塔鲁菲在驾驶，这让莫斯被激怒了。
莫斯作为一名拉力赛车手，还曾经在阿尔卑斯拉力赛中获得金奖（Coupe d'Or，授予三次无处罚完赛的车手）。在1952年蒙特卡洛拉力赛，他和戴斯蒙德·斯坎内尔（Desmond Scannell）、约翰·库珀 （赛车手）一同驾驶Sunbeam-Talbot 90获得亚军。
莫斯是第一位赢下锡布灵12小时耐力赛的非美国车手，他在1954年和比尔·劳埃德驾驶一辆OSCA MT4赢得胜利。
1953年，梅赛德斯-奔驰车队老板阿尔弗雷德·诺伊鲍尔注意到莫斯的优异表现，并和莫斯的经纪人肯·格里高利（Ken Gregory）接触，探讨莫斯代表梅赛德斯-奔驰车队参赛的可能性。诺伊鲍尔建议莫斯买一辆玛莎拉蒂参加1954年世界一级方程式锦标赛。莫斯买了一辆玛莎拉蒂250F。尽管玛莎拉蒂250F的可靠性不佳，没有助力莫斯在1954年的车手积分榜上名列前茅（当年仅获得一场比赛的季军），但莫斯仍在多场比赛中拥有比梅赛德斯-奔驰车手更高的发车顺位和更好的表现。他在当年获得了一场F1非世锦赛的胜利——奥尔顿公园国际金杯赛。
在1954年意大利大奖赛上，莫斯超越了两位世界冠军车手——梅赛德斯-奔驰的胡安·曼努埃尔·范吉奥和法拉利的阿尔贝托·阿斯卡里，并领跑了比赛。阿斯卡里后来因为引擎故障退赛，而第68圈莫斯也遭遇了引擎故障。莫斯不得不推着他的玛莎拉蒂赛车冲过终点线。诺伊鲍尔也因为莫斯在霍根海姆赛道驾驶梅赛德斯-奔驰W196时的表现，而决定和他签约，让他驾驶梅赛德斯-奔驰赛车出战1955赛季。

### 1955–1962：四亚三季的无冕之王

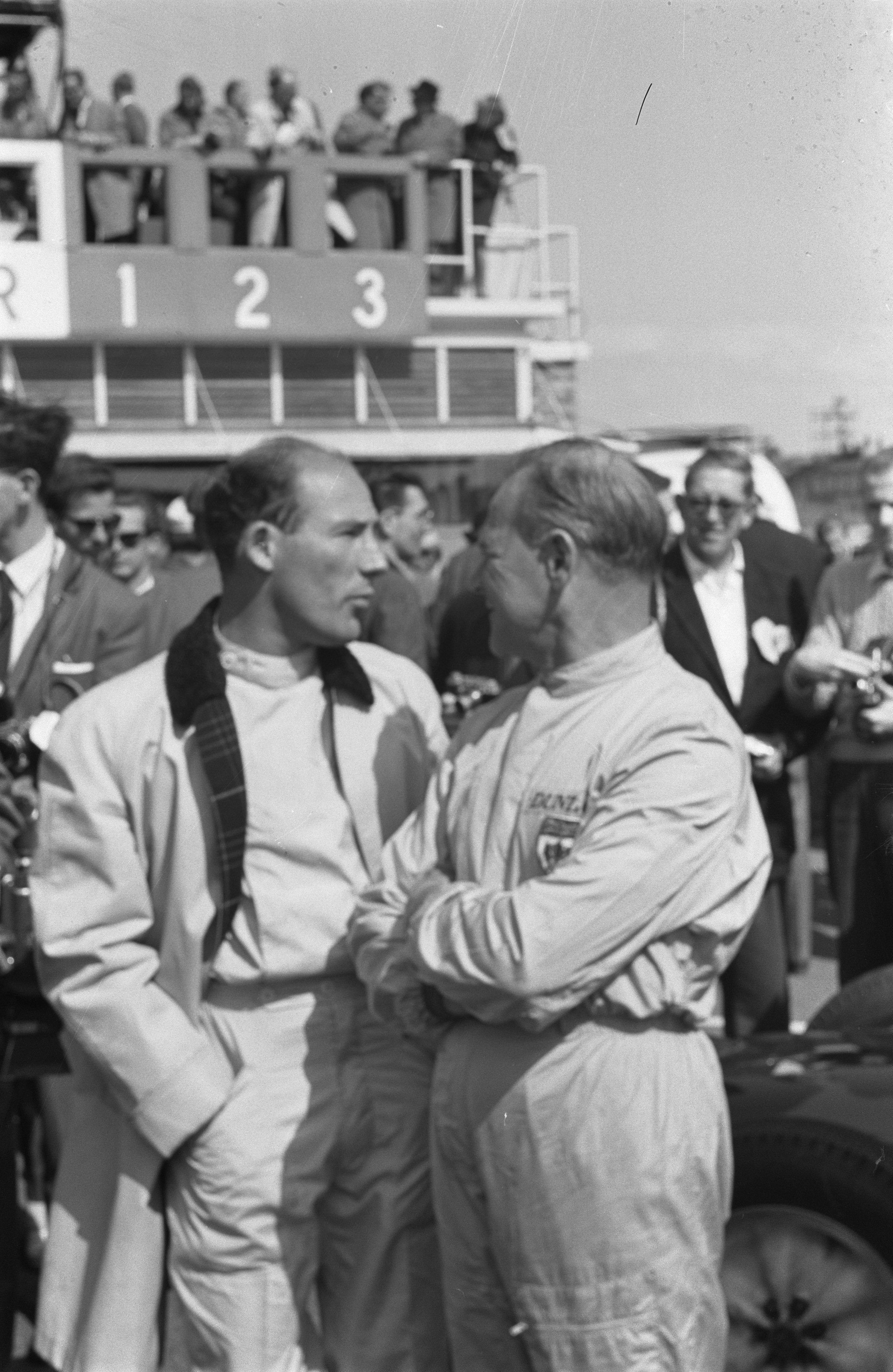
莫斯（左）和埃内斯·爱尔兰在1961年荷兰大奖赛

斯特林·莫斯在他的家乡获得了1955年英国大奖赛的胜利，这也是英国本土车手首次在家乡夺冠，以及莫斯本人的第一场F1世界锦标赛分站赛胜利。莫斯第一次击败了亦师亦友的范吉奥，他曾多次问范吉奥是不是让车了，而范吉奥总是回答，“不，只是那天你比我表现更好。”莫斯在1955年世界一级方程式锦标赛共获得1冠2亚，积23分排名第二。同一年，莫斯再次赢得了皇家汽车俱乐部旅行车杯、弗洛里奥盾（队友是彼得·柯林斯）和Miglia1000英里耐力赛。
在Miglia1000英里耐力赛中，莫斯和领航员丹尼斯·詹金森耗时10小时17分钟，后者为莫斯准备了大量的赛道笔记。《Motor Trend》杂志以“史上最伟大的车手”称赞莫斯。在比赛开始前，莫斯服用了范吉奥给他的药；而在比赛后他和女友在一起。
1956年世界一级方程式锦标赛，莫斯在摩纳哥和意大利获得冠军，在总积分榜上以27分再次获得亚军。同时他还获得了当年的巴哈马速度周冠军。
1957年，莫斯获得3个冠军，积25分再次获得亚军。在1957年摩纳哥大奖赛上，莫斯曾一度领先，却在第4圈时撞墙退赛。在1957年佩斯卡拉大奖赛上，莫斯驾驶赛车在长达25公里的佩斯卡拉赛道上飞驰三个小时，最终以领先杆位获得者范吉奥3分钟的优势第一个冲过终点线。同年他还驾驶法拉利，再度获得了当年的巴哈马速度周冠军
1958年世界一级方程式锦标赛，莫斯旗开得胜，首先赢下了阿根廷大奖赛冠军，但因他的体育精神和失误而第四次与世界冠军擦肩而过。尽管当年莫斯拿下4冠1亚，冠军数多于霍索恩的1冠5亚，然而在赛季结束时莫斯还是以1分之差惜败。当时竞争对手迈克·霍索恩在葡萄牙大奖赛受到赛会调查、面临取消比赛资格时，莫斯为他辩护，让他保住了亚军的7分。同样是在葡萄牙大奖赛上，当霍索恩做出最快圈速时，库珀车队在场边打出HAWT REC（意为“霍索恩 最快圈速”）的信息板，莫斯却将其误读为HAWT REG（意为“霍索恩 常规圈数”），因而没有发力争夺最快圈速的1分（当时比赛的最快圈速获得者会得到额外1分），这1分最后由霍索恩得到。除了F1之外，莫斯还驾驶玛莎拉蒂420M/58参加了蒙扎500英里赛。赛车由Eldorado冰淇淋公司赞助，这也是欧洲赛车史上首次出现与赛车无关的赞助商。除了一级方程式赛车，莫斯在运动汽车领域同样斩获许多冠军，除了前述的皇家汽车俱乐部旅行车杯、Miglia1000英里耐力赛、锡布灵12小时耐力赛，他又在1958至1960年连续三年赢得纽博格林1000公里耐力赛（现在的纽博格林6小时耐力赛）冠军，前两次是驾驶阿斯顿马丁赛车并几乎全场都是莫斯在驾驶，第三次则是和丹·格尔尼驾驶玛莎拉蒂Tipo 61。当时二人曾遭遇油管故障，但仍然在潮湿的天气中夺冠。

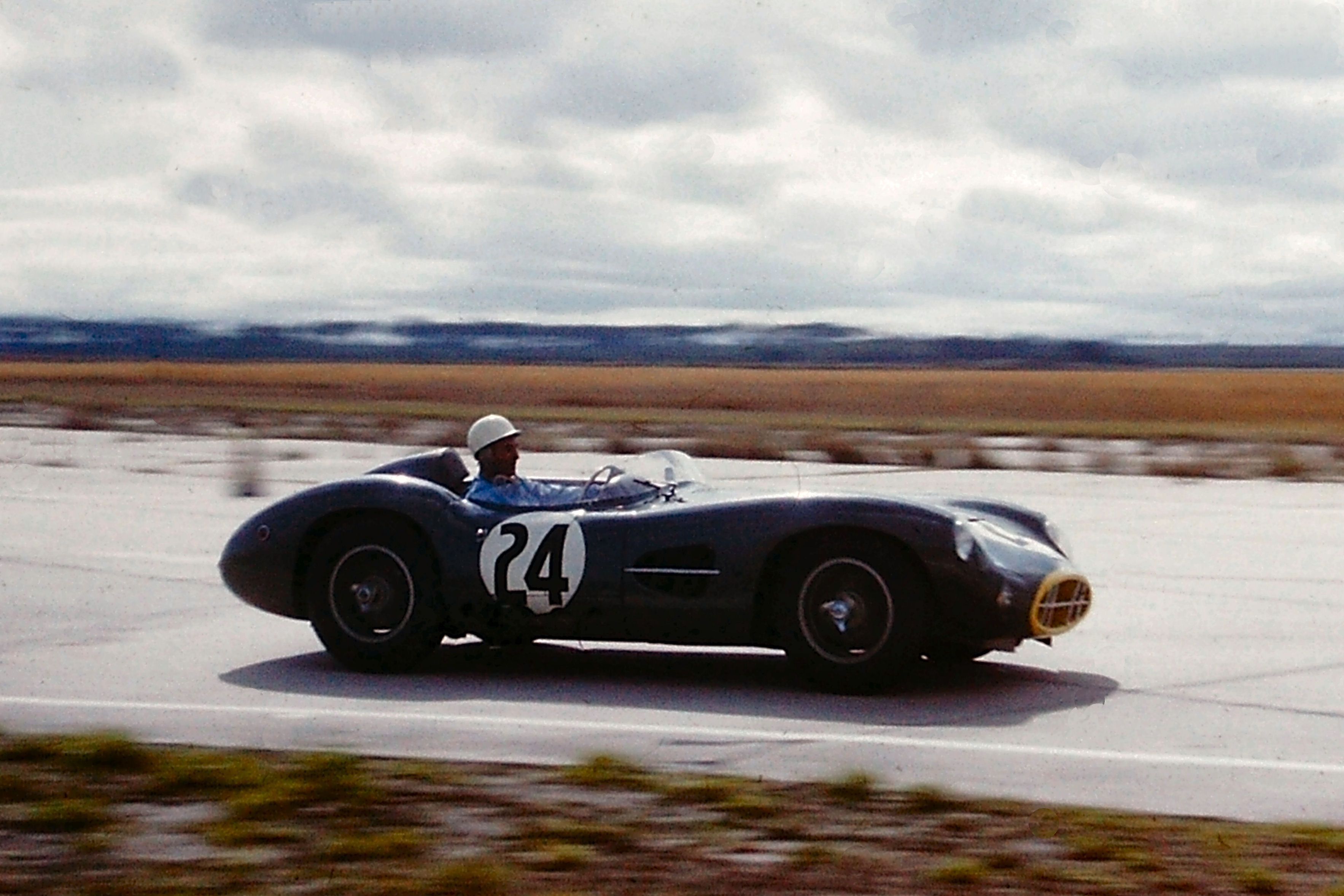
莫斯在1958年锡布灵12小时耐力赛驾驶一辆阿斯顿马丁DBR1

1959年世界一级方程式锦标赛，莫斯获得2冠1亚，以25.5分获得季军。1960年世界一级方程式锦标赛，莫斯驾驶莲花18赛车，在摩纳哥大奖赛夺冠。尽管在比利时大奖赛受重伤缺席三场比赛，但莫斯还是在赛季最后一站——美国大奖赛复出并夺得冠军。赛季结束时，莫斯在积分榜上再次排名季军。

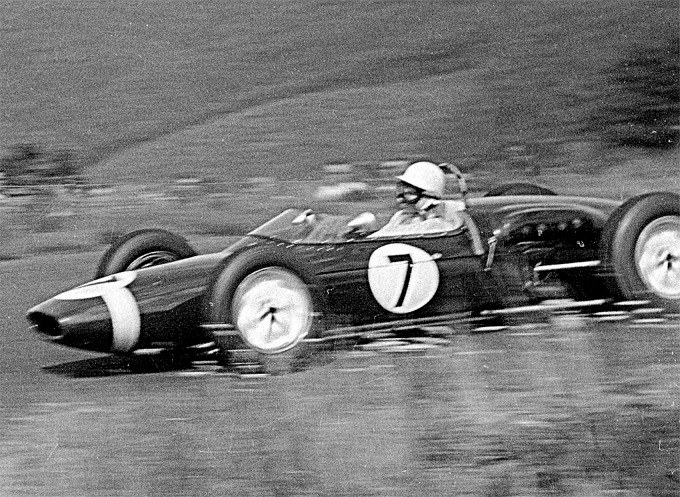
1961年德国大奖赛，莫斯坐在他的莲花赛车中

1961年世界一级方程式锦标赛，根据新规则，法拉利车队推出了他们的法拉利156赛车，而莫斯的莲花赛车动力相对不足。尽管如此，在摩纳哥大奖赛，莫斯还是以3.6秒的优势战胜了对手夺冠。他还赢得了当年的德国大奖赛冠军。1962年，莫斯在参加Glover Trophy时，驾驶莲花赛车发生了事故，昏迷了一个月，且六个月内身体左侧瘫痪。尽管最终痊愈了，但他还是选择带着七年四个亚军三个季军的成绩退役。

## 速度纪录

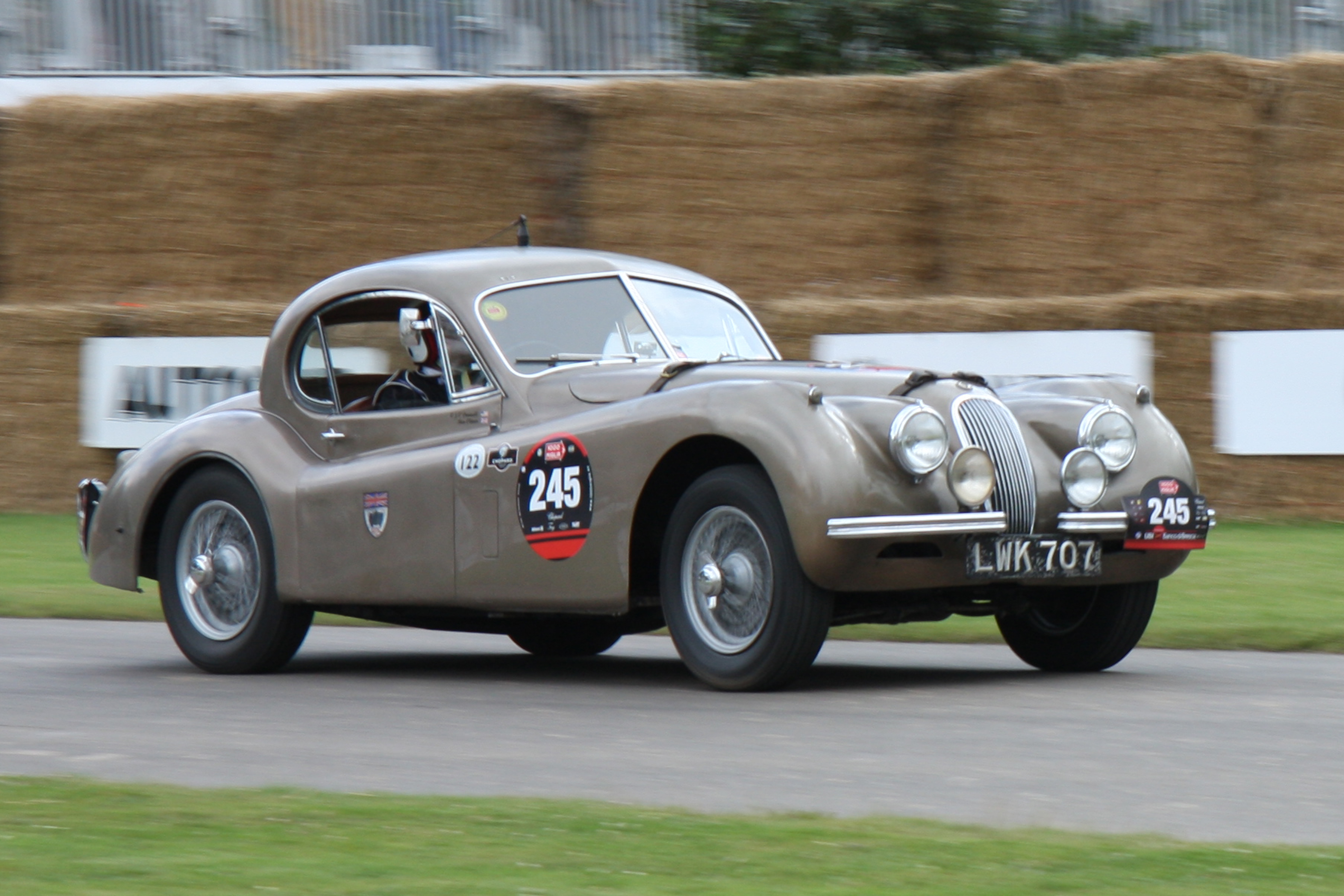
捷豹XK120，摄于2008年

1950年，莫斯在蒙莱里赛道，莫斯和队友莱斯利·约翰逊驾驶一辆捷豹XK120，在24小时内跑了2,579.16英里（4,150.76），平均107.46 mph（172.94 km/h）。这是24小时比赛中，首次有赛车平均速度达到100 mph（160.93 km/h）。1952年他和约翰逊、贝尔特·哈德利（Bert Hadley）、杰克·费尔曼重返蒙莱里赛道，四人在赛道轮流驾驶了捷豹XK120七天七夜，累计驾驶16,851.73 mi（27,120.23 km），平均速度100.31 mph（161.43 km/h）。1957年莫斯在博纳维尔盐滩，驾驶一辆特制的MG EX181赛车跑出了245.64 mph（395.32 km/h）的速度。

## 退役后

### 赛车活动
尽管在1962年宣布退役，莫斯此后仍零星参加赛车比赛。1972年，他驾驶梅赛德斯-奔驰参加了伦敦-撒哈拉-慕尼黑拉力赛，但在阿尔及利亚的撒哈拉沙漠中因事故退赛。1976年，他和杰克·布拉汉姆一同驾驶霍顿托拉纳参加巴瑟斯特1000公里耐力赛，却被其他车手追尾而退赛。

### 解说员
莫斯在1962年退役后，在美国广播公司（ABC）担任《Wide World of Sports》的解说员，主要解说一级方程式锦标赛和NASCAR。1980年离职后，他还参与录制1988年世界一级方程式锦标赛的官方回顾。他还参与了儿童节目《Roary the Racing Car》的录制。

## 个人生活

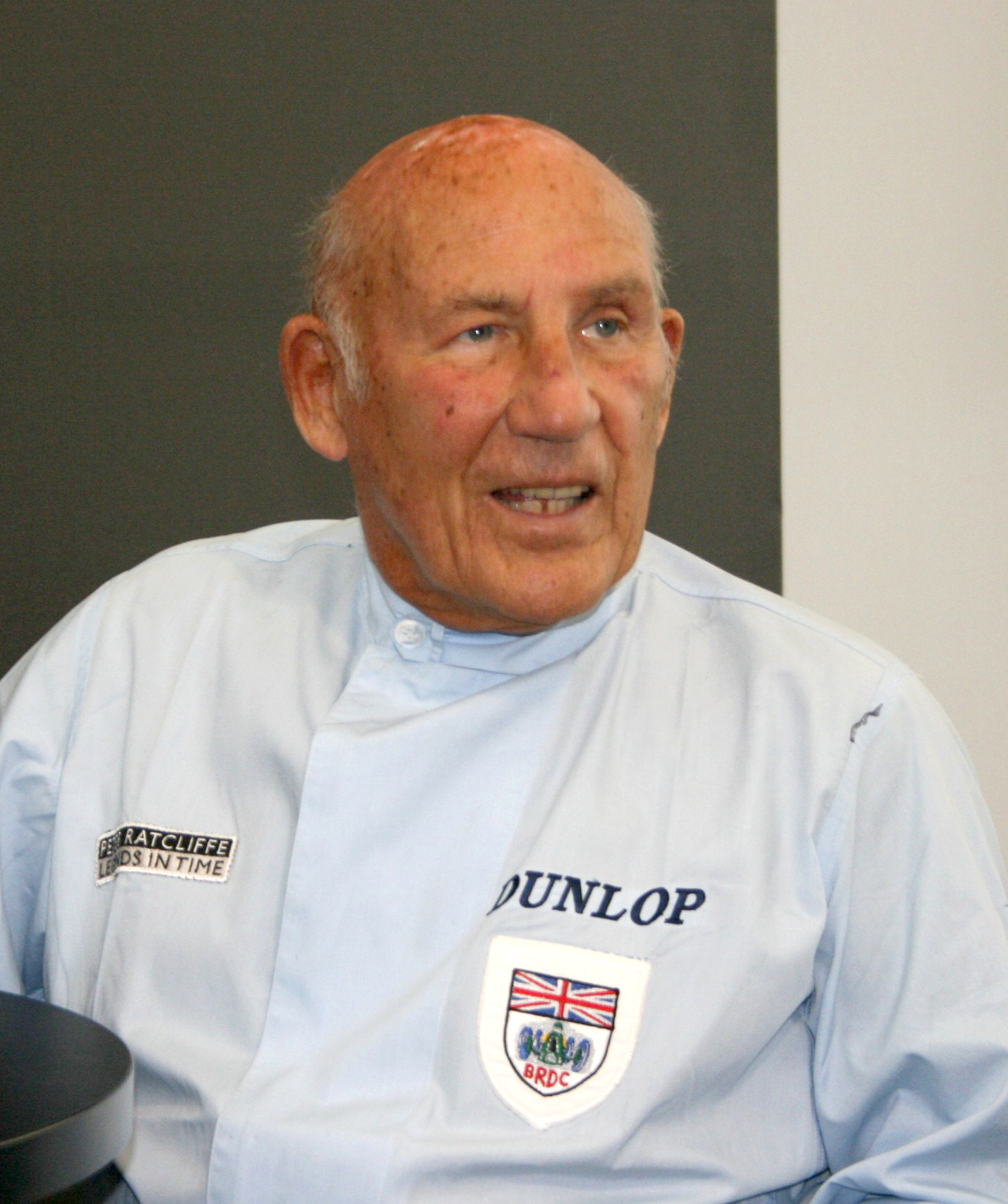
2011年的莫斯

莫斯一生共有三段婚姻。第一任妻子是凯蒂·摩尔森（Katie Molson），是加拿大摩尔森酿酒公司的继承人；二人于1957年结婚，三年后离婚；第二任妻子是美国的一位公关主任艾琳·芭芭里诺（Elaine Barbarino），1964年结婚，四年后离婚，诞有一个女儿艾莉森（1967年生）；第三任妻子是苏茜·佩恩（Susie Paine），是一位老朋友的女儿，1980年成婚直到2020年莫斯去世，1980年为莫斯生下一子艾洛特（Elliot），2023年去世，享年69年。
1960年，莫斯在试驾一辆Mini时肇事而被罚款50英镑，并禁止驾驶一年。他是英国独立党的支持者，还是一位出色的工匠，参与了自己的几栋房屋的设计和建设。
2009年9月17日，莫斯在自己的80大寿宴会上摔倒。之前三天他接连参加了古德伍德速度节，并在三天内分别驾驶三辆不同的汽车：梅赛德斯-奔驰W196、路特斯18（1961年摩纳哥大奖赛时莫斯的冠军座驾）和阿斯顿马丁DBR1。2010年，莫斯在家中再次摔伤了脚腕和脚。2016年，他又因为肺部严重感染而赴新加坡就医。2018年1月，莫斯宣布因身体原因淡出公共视线。2020年4月12日，莫斯在伦敦的家中病逝，享年90岁。

## 荣誉
1990年，莫斯入选世界赛车名人堂。2000年英国王室授予莫斯下级勋位爵士，表彰他在赛车领域的贡献。3月25日由查尔斯王子代表女王颁授。2005年，莫斯获得西格雷夫奖（西格雷夫奖是1930年为纪念英国第一位同时保持陆地和水上速度纪录的亨利·西格雷夫而设立的奖项，获奖者必须是“在陆地、水上和空中表现出‘杰出技能、勇气和主动性’的英国人”）。
2006年，莫斯因其对赛车事业的巨大贡献，被国际汽车联合会授予金质奖章。2008年底，迈凯伦宣布梅赛德斯-奔驰SLR迈凯伦的新版本将命名为“斯特林·莫斯”，以示纪念。2016年的一项研究通过建立车手和赛车之间的数学模型，对历史上的所有F1车手进行排名，莫斯排名第29名。

## 职业生涯成绩

### 一级方程式赛车成绩
(图例) (粗体表示杆位，斜体表示最快圈速)
| 年份       | 车队                   | 底盘              | 引擎                       | 1        | 2      | 3      | 4       | 5       | 6      | 7      | 8      | 9      | 10   | 11     | 排名 | 积分    |
| ---------- | ---------------------- | ----------------- | -------------------------- | -------- | ------ | ------ | ------- | ------- | ------ | ------ | ------ | ------ | ---- | ------ | ---- | ------- |
| 1951       | 赫舍姆和沃尔顿汽车     | HWM 51            | Alta F2 2.0 L4             | 瑞 8     | 500    | 比     | 法      | 英      | 德     |        | 西     |        |      |        | -    | 0       |
| 1952       | 赫舍姆和沃尔顿汽车     | HWM 52            | Alta F2 2.0 L4             | 瑞 Ret   | 500    |        |         |         |        |        |        |        |      |        | -    | 0       |
| 1952       | 英格兰赛车队           | ERA G             | 布里斯托尔BS1 2.0 L6       |          |        | 比 Ret | 法      | 英 Ret  | 德     | 荷 Ret |        |        |      |        | -    | 0       |
| 1952       | 康诺特工程             | 康诺特A型车       | Lea Francis 2.0 L4         |          |        |        |         |         |        |        | Ret    |        |      |        | -    | 0       |
| 1953       | 康诺特工程             | 康诺特A型车       | Lea Francis 2.0 L4         | 阿根     | 500    | 荷 9   | 比      |         |        |        |        |        |      |        | -    | 0       |
| 1953       | 库珀汽车公司           | 库珀Special       | Alta GP 2.5 L4             |          |        |        |         | 法 Ret  | 英 DNA |        |        |        |      |        | -    | 0       |
| 1953       | 库珀汽车公司           | 库珀T24           | Alta GP 2.5 L4             |          |        |        |         |         |        | 德 6   | 瑞     | 13     |      |        | -    | 0       |
| 1954       | Equipe Moss            | 玛莎拉蒂250F      | 玛莎拉蒂 250F1 2.5 L6      | 阿根     | 500    | 比 3   | 法      |         |        |        |        |        |      |        | 第13 | 4 1⁄7   |
| 1954       | AE Moss                | 玛莎拉蒂250F      | 玛莎拉蒂 250F1 2.5 L6      |          |        |        |         | 英 Ret  | 德 Ret |        |        |        |      |        | 第13 | 4 1⁄7   |
| 1954       | 玛莎拉蒂车队           | 玛莎拉蒂250F      | 玛莎拉蒂 250F1 2.5 L6      |          |        |        |         |         |        | 瑞 Ret | 10     | 西 Ret |      |        | 第13 | 4 1⁄7   |
| 1955       | 戴姆勒-奔驰AG          | 梅赛德斯-奔驰W196 | 奔驰 M196 2.5 L8           | 阿根 4†  | 摩 9   | 500    | 比 2    | 荷 2    | 英 1   | Ret    |        |        |      |        | 亚军 | 23      |
| 1956       | Maserati in motorsport | 玛莎拉蒂250F      | 玛莎拉蒂 250F1 2.5 L6      | 阿根 Ret | 摩 1   | 500    | 比 3*   | 法 5*   | 英 Ret | 德 2   | 1      |        |      |        | 亚军 | 27 (28) |
| 1957       | 玛莎拉蒂车队           | 玛莎拉蒂250F      | 玛莎拉蒂 250F1 2.5 L6      | 阿根 8   |        |        |         |         |        |        |        |        |      |        | 亚军 | 25      |
| 1957       | 范沃尔车队             | 范沃尔VM5         | 范沃尔 254 2.5 L4          |          | 摩 Ret | 500    | 法      | 英 1‡   | 德 5   | 佩 1   | 1      |        |      |        | 亚军 | 25      |
| 1958       | 罗勃·沃克车队          | 库珀T43           | Coventry Climax FPF 2.0 L4 | 阿根 1   |        |        |         |         |        |        |        |        |      |        | 亚军 | 41      |
| 1958       | 范沃尔车队             | 范沃尔VM5         | 范沃尔 254 2.5 L4          |          | 摩 Ret | 荷 1   | 500     | 比 Ret  | 法 2   | 英 Ret | 德 Ret | 葡 1   | Ret  | 摩洛 1 | 亚军 | 41      |
| 1959       | 罗勃·沃克车队          | 库珀T51           | Coventry Climax FPF 2.5 L4 | 摩 Ret   | 500    | 荷 Ret |         |         | 德 Ret | 葡 1   | 1      | 美 Ret |      |        | 季军 | 25 1⁄2  |
| 1959       | 英国赛车队             | BRM P25           | BRM P25 2.5 L4             |          |        |        | FRA DSQ | 英 2    |        |        |        |        |      |        | 季军 | 25 1⁄2  |
| 1960       | 罗勃·沃克车队          | 库珀T51           | Climax FPF 2.5 L4          | 阿根 3** |        |        |         |         |        |        |        |        |      |        | 季军 | 19      |
| 1960       | 罗勃·沃克车队          | 路特斯 18         | Climax FPF 2.5 L4          |          | 摩 1   | 500    | 荷 4    | 比 DNS  | 法     | 英     | 葡 DSQ |        | 美 1 |        | 季军 | 19      |
| 1961       | 罗勃·沃克车队          | 路特斯18          | Climax FPF 2.5 L4          | 摩 1     | 荷 4   |        |         |         |        |        |        |        |      |        | 季军 | 21      |
| 1961       | 罗勃·沃克车队          | 路特斯18/21       | Climax FPF 2.5 L4          |          |        | 比 8   | 法 Ret  | 英 Ret  | 德 1   |        | 美 Ret |        |      |        | 季军 | 21      |
| 1961       | 罗勃·沃克车队          | 路特斯21          | Climax FPF 2.5 L4          |          |        |        |         |         |        | Ret    |        |        |      |        | 季军 | 21      |
| 1961       | 罗勃·沃克车队          | 弗格森P99         | Climax FPF 2.5 L4          |          |        |        |         | GBR DSQ |        |        |        |        |      |        | 季军 | 21      |
| 资料来源： |                        |                   |                            |          |        |        |         |         |        |        |        |        |      |        |      |         |

- † 积分和汉斯·赫尔曼（英语：Hans Herrmann）、卡尔·克林（英语：Karl Kling）平分。
- * 积分和卡萨雷·佩尔蒂萨（英语：Cesare Perdisa）平分。
- ‡ 积分和托尼·布鲁克斯平分。
- ** 因莫斯在退赛后使用了别人的赛车，无法获得积分。

### 勒芒24小时耐力赛成绩
| 年份       | 车队        | 队友                 | 底盘                      | 组别  | 圈数 | 总排名 | 组别排名 |
| ---------- | ----------- | -------------------- | ------------------------- | ----- | ---- | ------ | -------- |
| 1951       | -           | 杰克·费尔曼          | 捷豹C型车                 | S5.0  | 92   | DNF    | DNF      |
| 1952       | -           | 彼得·沃克            | 捷豹C型车                 | S5.0  |      | DNF    | DNF      |
| 1953       | 捷豹        | 彼得·沃克            | 捷豹C型车                 | S5.0  | 300  | 亚军   | 亚军     |
| 1954       | 捷豹        | 彼得·沃克            | 捷豹D型车                 | S5.0  | 92   | DNF    | DNF      |
| 1955       | 戴姆勒-奔驰 | 胡安·曼努埃尔·范吉奥 | 梅赛德斯-奔驰300 SLR      | S3.0  | 134  | DNF    | DNF      |
| 1956       | 大卫·布朗   | 彼得·柯林斯          | 阿斯顿马丁DB3S            | S3.0  | 299  | 亚军   | 冠军     |
| 1957       | 玛莎拉蒂    | 哈里·舍尔            | 玛莎拉蒂450S Zagato Coupe | S5.0  | 32   | DNF    | DNF      |
| 1958       | 大卫·布朗   | 杰克·布拉汉姆        | 阿斯顿马丁DBR1/300        | S3.0  | 30   | DNF    | DNF      |
| 1959       | 大卫·布朗   | 杰克·费尔曼          | 阿斯顿马丁DBR1/300        | S3.0  | 70   | DNF    | DNF      |
| 1961       | 北美车队    | 格拉汉姆·希尔        | 法拉利250 GT SWB          | GT3.0 | 121  | DNF    | DNF      |
| 资料来源： |             |                      |                           |       |      |        |          |

### 锡布灵12小时耐力赛成绩
| 年份       | 车队            | 队友                                    | 底盘             | 组别 | 完成圈数 | 总排名 | 组别排名 |
| ---------- | --------------- | --------------------------------------- | ---------------- | ---- | -------- | ------ | -------- |
| 1954       | 布里格斯·坎宁安 | 比尔·劳埃德                             | Osca MT4 1450    | S1.5 | 168      | 冠军   | 冠军     |
| 1955       | 唐纳德·黑利汽车 | 兰斯·麦克林                             | 奥斯丁·黑利100S  | S3.0 | 176      | 第6    | 第5      |
| 1956       | 大卫·布朗       | 彼得·柯林斯                             | 阿斯顿马丁DB3S   | S3.0 | 51       | DNF    | DNF      |
| 1957       | 玛莎拉蒂        | 哈里·舍尔                               | 玛莎拉蒂300S     | S3.0 | 195      | 亚军   | 冠军     |
| 1958       | 大卫·布朗       | 托尼·布鲁克斯                           | 阿斯顿马丁DBR1   | S3.0 | 90       | DNF    | DNF      |
| 1959       | 布里格斯·坎宁安 | 布里格斯·坎宁安 雷克·安德伍德 鲁斯·博斯 | 利斯特-捷豹      | S3.0 | 164      | 第15   | 第6      |
| 1959       | 利斯特汽车      | 伊沃尔·布埃布                           | 利斯特-捷豹      | S3.0 | 98       | DSQ    | DSQ      |
| 1960       | 卡斯纳车队      | 丹·格尔尼                               | 玛莎拉蒂Tipo61   | S3.0 | 136      | DNF    | DNF      |
| 1961       | 卡斯纳车队      | 格拉汉姆·希尔                           | 玛莎拉蒂Tipo61   | S3.0 |          | DNF    | DNF      |
| 1961       | 卡斯纳车队      | 马斯滕·格里高利 劳埃德·卡斯纳           | 玛莎拉蒂Tipo63   | S3.0 |          | DNF    | DNF      |
| 1962       | 北美车队        | 伊内斯·爱尔兰 约翰·福利普 费尔南·塔瓦诺 | 法拉利250 TRI/61 | S3.0 | 128      | DSQ    | DSQ      |
| 资料来源： |                 |                                         |                  |      |          |        |          |

### 兰斯12小时耐力赛成绩
| 年份       | 车队            | 队友           | 底盘            | 组别  | 完成圈数 | 总排名 | 组别排名 |
| ---------- | --------------- | -------------- | --------------- | ----- | -------- | ------ | -------- |
| 1953       | Peter Whitehead | P.N. Whitehead | 捷豹C型车       | S+2.0 | 243      | 冠军   | 冠军     |
| 1954       | 捷豹            | 彼得·沃克      | 捷豹C型车       |       |          | DNF    | DNF      |
| 1956       | -               | 菲尔·希尔      | 库珀-Climax T39 |       |          | DNF    | DNF      |
| 资料来源： |                 |                |                 |       |          |        |          |

### Miglia1000英里耐力赛成绩
| 年份       | 车队          | 队友                 | 底盘                 | 组别     | 总排名 | 组别排名 |
| ---------- | ------------- | -------------------- | -------------------- | -------- | ------ | -------- |
| 1951       | 捷豹          | 弗兰克·雷恩堡        | 捷豹XK120            | S/GT+2.0 | DNF    | DNF      |
| 1952       | 捷豹          | 诺曼·德维斯          | 捷豹C型车            | S+2.0    | DNF    | DNF      |
| 1953       | 捷豹          | 莫蒂默·莫里斯-古道尔 | 捷豹C型车            | S+2.0    | DNF    | DNF      |
| 1955       | 戴姆勒-奔驰AG | 丹尼斯·詹金森        | 梅赛德斯-奔驰300 SLR | S+2.0    | 冠军   | 冠军     |
| 1956       | 玛莎拉蒂      | 丹尼斯·詹金森        | 玛莎拉蒂350S         | S+2.0    | DNF    | DNF      |
| 1957       | 玛莎拉蒂      | 丹尼斯·詹金森        | 玛莎拉蒂450S         | S+2.0    | DNF    | DNF      |
| 资料来源： |               |                      |                      |          |        |          |

### 蒙特卡洛拉力赛成绩
| 年份       | 车队            | 队友                          | 底盘              | 总排名 |
| ---------- | --------------- | ----------------------------- | ----------------- | ------ |
| 1952       | 桑比姆-塔尔伯特 | 戴斯蒙德·斯坎内尔 约翰·A·库珀 | 桑比姆-塔尔伯特90 | 亚军   |
| 1953       | 桑比姆-塔尔伯特 | 戴斯蒙德·斯坎内尔 约翰·A·库珀 | 桑比姆-塔尔伯特90 | 第6    |
| 1954       | 桑比姆-塔尔伯特 | 戴斯蒙德·斯坎内尔 约翰·A·库珀 | 桑比姆-塔尔伯特90 | 第15   |
| 资料来源： |                 |                               |                   |        |